# Dżunajna
Dżunajna (arab. جنينة) – miejscowość w Syrii, w muhafazie Hama. W 2004 roku liczyła 1388 mieszkańców.